# Jardim Aeroporto (Bayeux)
Jardim Aeroporto é um bairro da cidade de Bayeux, estado da Paraíba.
Segundo o IBGE, no ano de 2010 residiam no bairro 13.114 pessoas, sendo 6.433 homens e 6.681 mulheres, sendo um dos bairros mais populosos da cidade.
O acesso ao bairro é feito pela BR-230 e depois pela rua Marechal Cândido Rondon.
É considerado o bairro nobre da cidade, onde localiza-se o 16º RCMEC - Regimento de Cavalaria Mecanizada do Exército Brasileiro, além do Aeroporto Internacional Presidente Castro Pinto, que atende à Região Metropolitana de João Pessoa e por localizar-se às margens desse aeroporto é que o bairro recebeu seu nome.